# Mollete
Un mollete est le nom générique de divers pains et spécialités culinaires à base de pain, que l'on trouve dans les territoires hispanophones, en particulier en Andalousie (région du sud de l'Espagne), en Bolivie, à Cuba, au Guatemala et au Mexique. Son nom vient de « muelle » (qui signifie « mou » en espagnol), en référence au moelleux caractéristique de leur épaisse mie.

## Variantes

### Espagne

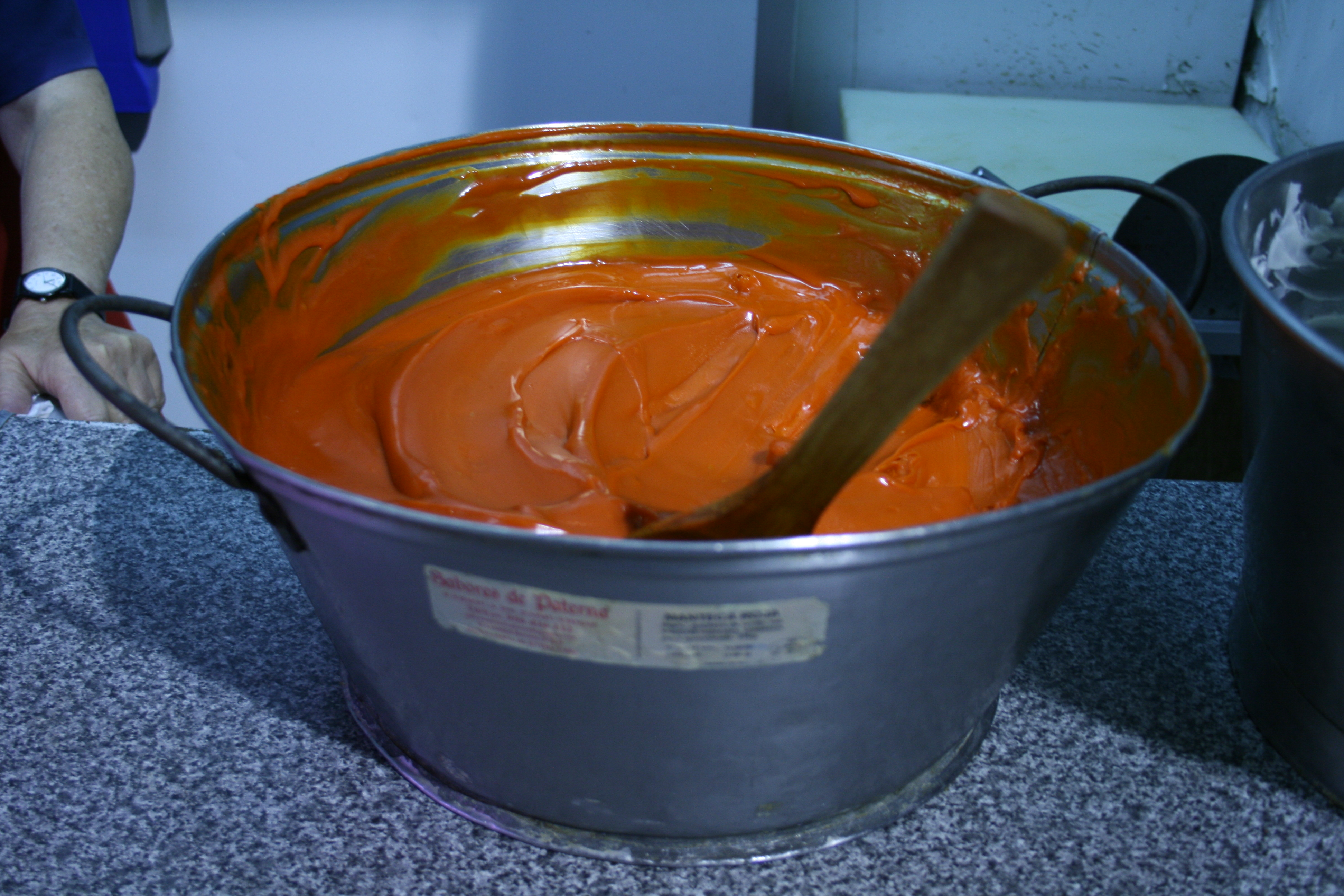
Manteca colorá (lard rouge). Saindoux cuisiné avec du porc, du paprika (ce qui lui donne sa couleur rouge), d'autres épices et des herbes. Très populaire en Andalousie où il est surtout tartiné sur des molletes toastées.

Un mollete est une sorte de petit pain de la région de l'Andalousie, dans le Sud de l'Espagne. C'est un pain blanc rond doux, d'habitude servi légèrement toasté avec de l'huile d'olive, de l'ail cru écrasé ou du saindoux. Il est habituellement servi sous la forme de manteca colorá (ou zurrapa de lomo) dans un petit déjeuner andalou. Les plus réputés sont ceux d'Antequera, province de Malaga.
Il en existe différents types : fariné à l'extérieur, de style plus ancien, le plus connu étant celui d'Antequera (en cours d'obtention d'une indication géographique protégée), d'où il est même exporté, bien qu'il soit également fabriqué dans d'autres villes proches comme Archidona dans la province de Malaga, Marchena, Osuna ou Écija à Séville, et Puerto Serrano, Espera ou Algodonales à Cadix (où il existe la variante ablandao à Bornos). Ils sont typiquement utilisés pour le petit-déjeuner, trempés dans l'huile ou tartinés de beurre ou les aussi typiques chicharrones, manteca colorá, asientos ou zurrapas de lomo.
En tant qu'aliment à base de farine raffinée, il a un indice glycémique élevé, sa consommation favorise donc la prise de poids et il est déconseillé aux cœliaques.

### Mexique
Un mollete se fait avec un petit pain tranché dans la longueur, recouvert de purée de haricots noirs et de tranches de fromage. Il est ensuite toasté au four, le temps que le fromage fonde. Les molletes à Mexico peuvent être servis avec de la sauce salsa ou pico de gallo. Il diffère du panbazo, un pain trempé de chili guajillo, puis fourré de pomme de terre et de chorizo.

## Bolivie
Les molletes en Bolivie, notamment dans la province de Vallegrande, sont un type de pain fait de farine complète de blé, d'œuf, de fromage et de beaucoup de saindoux. Ils sont typiques de la région des vallées, dans le département de Santa Cruz.

## Cuba
Il y a un endroit appelé Melena del Sur, où les habitants ont la coutume de préparer un plat appelé mollete melenero, qui consiste en un morceau de pain avec un trou ouvert à l'une de ses extrémités et recouvert de viande ; puis il est recouvert et enveloppé dans un œuf battu ; ensuite, il est chauffé dans un récipient avec de la graisse abondante et frit jusqu'à ce qu'il soit bien cuit.

## Guatemala
À Totonicapán, ville de grande tradition boulangère, les fameux pains au jaune d'œuf sont fabriqués pour la semaine sainte. Cette tradition remonte à l'époque coloniale, lorsque les boulangers produisaient de grandes pièces de pain pour approvisionner la population pendant les jours de fête, lorsqu'ils ne travaillaient pas. Parmi la grande variété de gâteaux, on trouve les molletes, qui sont des morceaux de pain sucré recouverts de farine tamisée, simulant un volcan enneigé.

## Honduras
Dans le Copán, à l'ouest du Honduras, on prépare un dessert à base de pain au jaune d'œuf sucré très semblable aux torrijas de la zone centrale, mais avec un fourrage, constitué de l'intérieur du pain lui-même, qui est retiré et mélangé à des épices douces comme le clou de girofle et la cannelle. Les pains sont farcis et enveloppés dans de l'œuf battu, puis frits et, après les avoir passés dans de l'eau chaude (pour enlever la graisse), ils sont cuits un peu plus, trempés dans du miel de panela ou dulce de rapadura, qui n'est rien d'autre que le produit solidifié de la canne à sucre sous sa forme moins raffinée.